# 选择密文攻击
在密碼分析中，選擇密文攻擊指的是一種攻擊方式。攻击者掌握对解密机的访问权限，可构造任意密文所对应的明文x。

## 概述
在此種攻擊模型中，密碼分析者事先任意蒐集一定數量的密文，讓這些密文透過被攻擊的加密演算法解密，透過未知的密鑰獲得解密後的明文。